# White Famous
White Famous est une série télévisée américaine en dix épisodes de 30 minutes créée par Tom Kapinos, Chris Spencer et Buddy Lewis, produite par Lionsgate TV, et diffusée du 15 octobre 2017 au 10 décembre 2017 sur Showtime.
Mettant en vedette Jay Pharoah, la série est basée sur la vie de Jamie Foxx. Elle est réalisée par Tim Story et Jamie Foxx, qui apparaissent également en tant qu'acteurs récurrents. Elle est située dans le même univers que la série Californication, également créée par Tom Kapinos.
Au Québec, la série est diffusée depuis le 7 mars 2018 sur Super Écran, néanmoins, elle reste inédite dans les autres pays francophones.

## Distribution
- Jay Pharoah (VF : Jean-Baptiste Anoumon) : Floyd Mooney
- Utkarsh Ambudkar (VF : Eilias Changuel) : Malcolm, agent de Floyd
- Cleopatra Coleman (VF : Youna Noiret) : Sadie Lewis, ex-petite amie de Floyd et mère de Trevor
- Jacob Ming-Trent : Ron Boules, colocataire de Floyd
- Lonnie Chavis (VF : Gwenaelle Jegou) : Trevor Mooney, fils de Floyd et Sadie
- Meagan Good : Kali, chanteuse dont Sadie est une choriste
- Stephen Tobolowsky (VF : Bernard Alane) : Stu Beggs, un riche producteur de cinéma
- Natalie Zea : Amy Von Getz, une agente et épouse de Peter
- Michael Rapaport (VF : Frédéric Souterelle) : Teddy Neige, réalisateur
- Lyndon Smith (en) : Gwen

 Source et légende : version française (VF) sur RS Doublage et selon le carton du doublage français télévisuel.

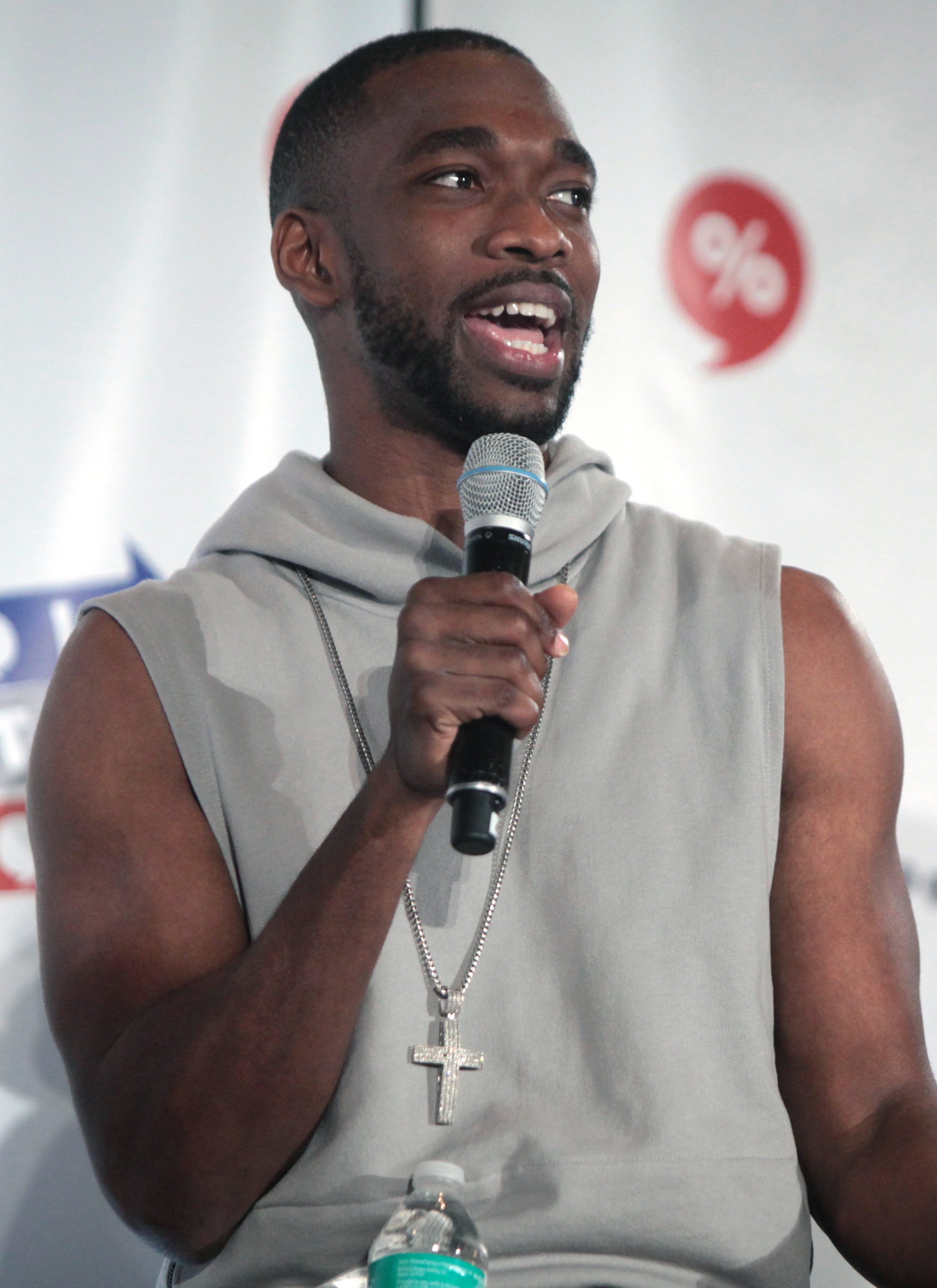
Jay Pharoah interprète Floyd Mooney.
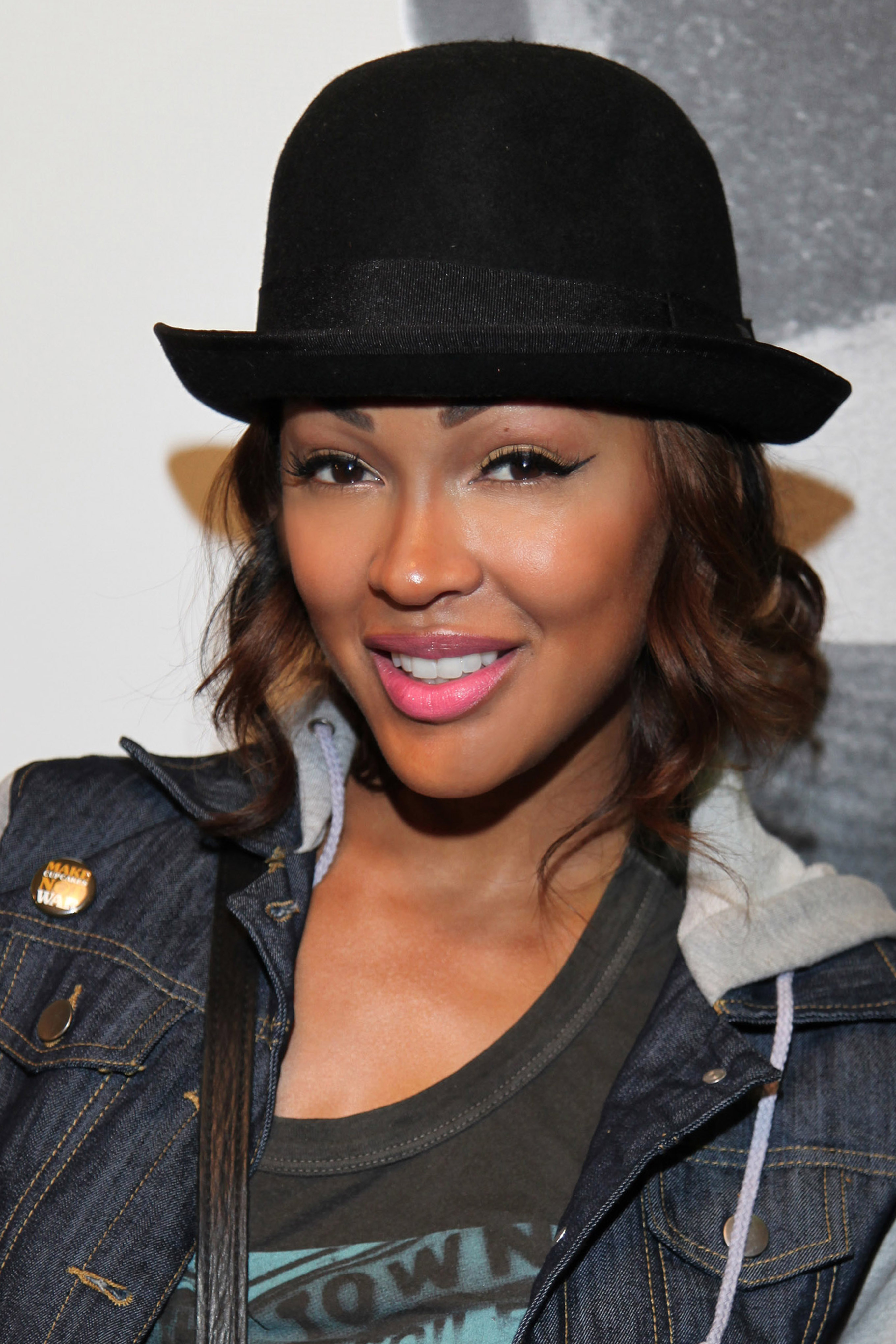
Meagon Good interprète Kali.
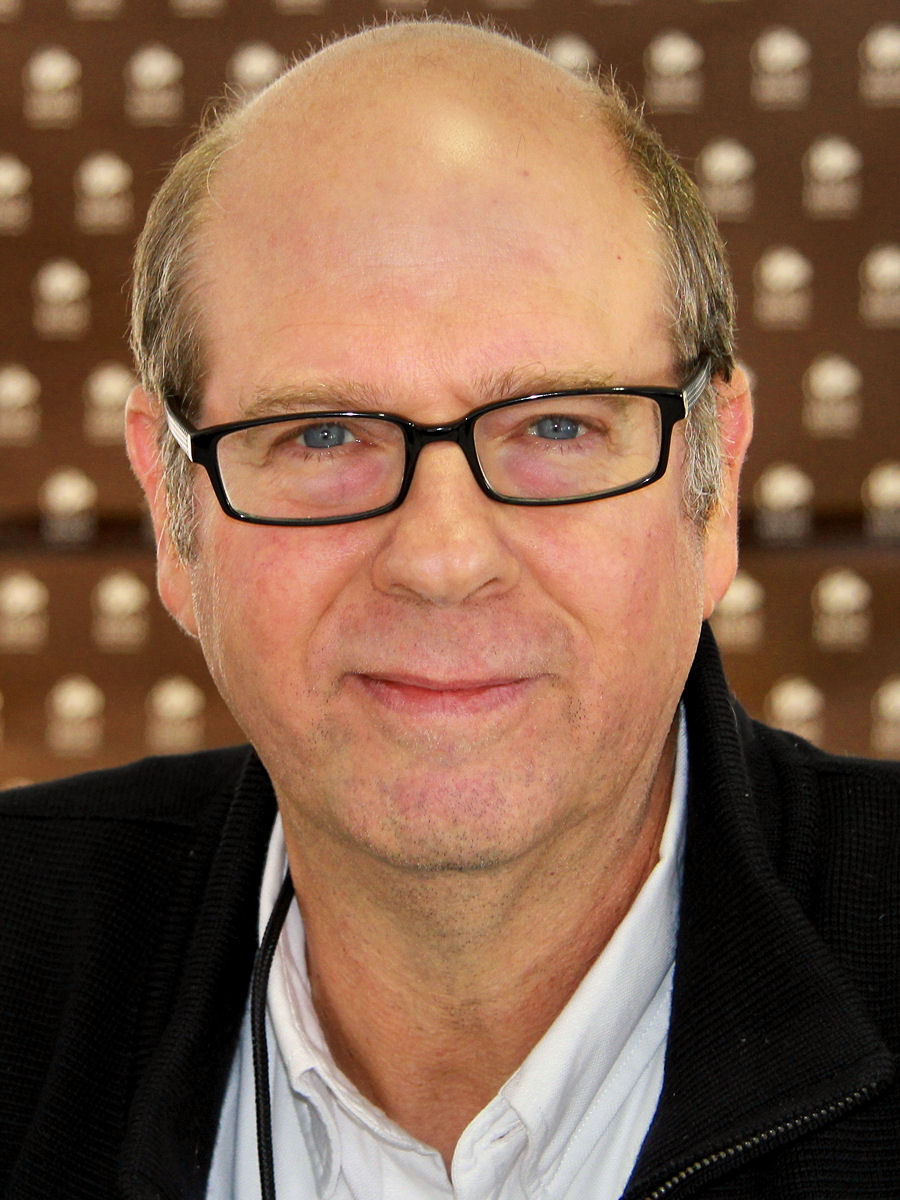
Stephen Tobolowsky interprète Stu Beggs.
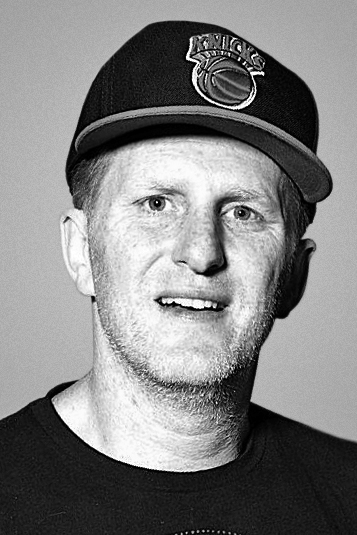
Michael Rapaport interprète Teddy Snow.

## Production
Le 29 décembre 2017, la série est annulée.

## Épisodes
1. Pilot
2. Heat
3. Woo
4. Appetites
5. Life on Mars
6. Wolves
7. Duality
8. Make Believe
9. Scandal
10. Zero F**ks Given

## Réception critique
| Saison | Saison | Critique            | Critique              |
| Saison | Saison | Rotten Tomatoes     | Metacritic            |
| ------ | ------ | ------------------- | --------------------- |
|        | 1      | 58 % (26 critiques) | 54/100 (20 critiques) |